# Alkmaarse Mixed Hockey Club
De Alkmaarse Mixed Hockey Club is een Nederlandse hockeyclub uit Alkmaar.
De club is opgericht op 16 november 1912. Op vrijdag 16 november 2012 werd aan de club de koninklijke erepenning toegekend tgv. haar 100-jarig bestaan.
Alkmaar is bekend, omdat hier ooit international Teun de Nooijer begonnen is met hockey.
Heren I en Dames l spelen in het seizoen 2017-2018 in de 1e Klasse.